# Шу (Лоаре)
Шу (фр. Choux) је насељено место у Француској у региону Центар, у департману Лоаре.
По подацима из 2011. године у општини је живело 486 становника, а густина насељености је износила 14,57 становника/km².

## Демографија
| 1962. | 1968. | 1975. | 1982. | 1990. | 2011. |
| ----- | ----- | ----- | ----- | ----- | ----- |
| 442   | 564   | 332   | 350   | 377   | 486   |